# José de Santiago Concha

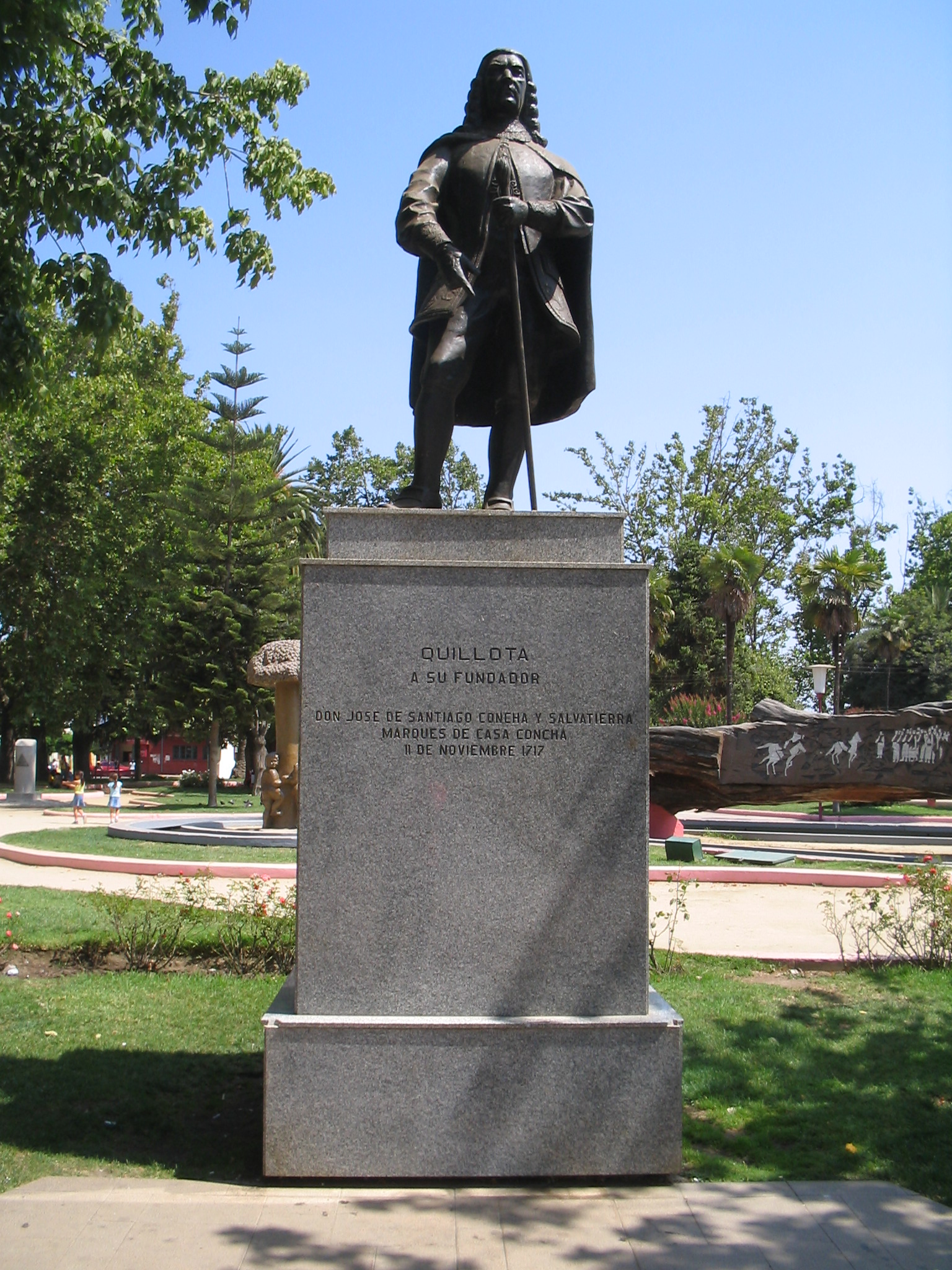
Monumento dedicato a José de Santiago Concha situato a Quillota, la città che fondò

José de Santiago Concha y Salvatierra (Lima, 1º dicembre 1667 – Lima, ...) è stato un generale e politico spagnolo oltre che Governatore Reale del Cile.

## Biografia
Studiò a Salamanca, e ricevette il titolo di cavaliere dell'Ordine Militare di Calatrava per la sua nobile discendenza. In seguito fu magistrato a Lima, divenendo poi oidor della Audiencia Reale del Cile dal 1709 al 1710. Tornò quindi a Lima per svolgere il proprio incarico, finché il re non lo nominò governatore ad interim del Cile.

## Governo del Cile
Santiago Concha giunse in Cile il 5 marzo 1717, assumendo ufficialmente l'incarico il 20 dello stesso mese. Emise un'ordinanza che incentivava la fondazione di nuovi insediamenti, con l'obbiettivo di raggruppare gli abitanti in determinate aree. Nel novembre andò nella valle del fiume Aconcagua fondando personalmente la città di Quillota.
Nel dicembre del 1717 abbandonò l'incarico temporaneo per tornare a Lima, dove morì alcuni anni dopo.